# Clemens von Brentano
Clemens von Brentano di Tremezzo (* 20. Juli 1886 in Friedberg (Hessen); † 20. Juni 1965 in Meran) war ein deutscher Diplomat und der erste deutsche Botschafter in Italien nach dem Zweiten Weltkrieg.

## Leben
Er wurde als ältester Sohn des damaligen Rechtsanwalts Otto von Brentano di Tremezzo geboren, der später Justizminister im Volksstaat Hessen wurde. 
Nach dem Abitur in Offenbach studierte von Brentano Rechts- und Staatswissenschaften und trat 1912 in den bayerischen Auswärtigen Dienst ein. Während des Ersten Weltkriegs war er von 1914 bis 1918 unter den Generalgouverneuren Moritz von Bissing und Ludwig von Falkenhausen im Generalgouvernement Belgien eingesetzt, danach bei der deutschen Waffenstillstandskommission in Berlin. 1921 wurde er endgültig in den Auswärtigen Dienst des Deutschen Reiches übernommen, wurde zunächst Gesandtschaftsrat in Athen und in den Jahren 1925 bis 1929 Botschaftsrat der deutschen Botschaft beim Vatikan. Nach dem Tod des Außenministers Gustav Stresemann, mit dem er befreundet war, ging er 1929 in den einstweiligen Ruhestand. 1937 wurde er dann in den dauernden Ruhestand versetzt. Im Zuge des Zweiten Weltkrieges wurde er 1943 zur IHK in Freiburg dienstverpflichtet und wurde nach Kriegsende bis 1946 ihr Leiter.
Der Präsident des badischen Staatssekretariates und spätere badische Staatspräsident Leo Wohleb beauftragte ihm im Dezember 1946 mit dem Aufbau und der Leitung der badischen Staatskanzlei. Von 1947 bis 1950 war er Präsident des Badischen Roten Kreuzes. Im Juli 1950 erfolgte seine Ernennung zum Generalkonsul der Bundesrepublik in Italien. Am 1. Juni 1951 überreichte er als erster Botschafter der Bundesrepublik Deutschland dem italienischen Staatspräsidenten Luigi Einaudi sein Beglaubigungsschreiben. Im Frühjahr 1957 trat er in den Ruhestand und zog sich nach Meran zurück.  
Seine viel jüngeren Brüder Peter Anton, Bernard und Heinrich von Brentano sowie sein eigener Sohn Karl von Brentano-Hommeyer waren ebenfalls prominente Personen.

## Auszeichnungen
- 1953: Großes Verdienstkreuz mit Stern der Bundesrepublik Deutschland
- 1953: Großkreuz des Verdienstordens der Italienischen Republik